# Заразиха белая
Заразиха белая (лат. Orobanche alba) — многолетние растение, вид рода Заразиха (Orobanche) семейства Заразиховые (Orobanchaceae). Как и другие представители рода, это растение-паразит, которое лишено хлорофилла, что обуславливает его непривычный цвет. Она не имеет хлоропластов и не может фотосинтезировать, поэтому она полностью зависит от своих хозяев в плане питания (голопаразит). Его быстрый рост возможен за счёт запасных веществ, хранящихся в корневом клубне. 

## Ботаническое описание
Полиморфный вид, сильно варьирующий по  величине и окраске венчика, длине кроющих чешуй, опушению и другим признакам.
Многолетние растение до 40 см высотой. Растение покрыто короткими железистыми волосисками, опушение буроватое или жёлтоватое.
Стебель желтовато-бурый или красноватый, в средней части 2–12 мм толщиной, у основания слабо утолщенный, усаженный ланцетными или узко ланцетными чешуями 15–22 мм длиной.
Соцветие цилиндрическое или овальное, часто рыхлое и немногоцветковое, обычно короче остальной части стебля или равно ей; кроющие чашелистики яйцевидно-ланцетные, 12— 25 мм длиной иногда превышающие цветки по длине; сегменты чашечки свободные, 8–18 мм длиной, цельные, из яйцевидного основания узко ланцетные, на верхушке часто коротко шиловидные, очень редко двузубчатые, светло-бурые, с ясными более темными жилками, иногда с красноватым оттенком. Венчик 15—25 мм дл., широко колокольчатый, белый, реже светло- желтый, часто с красным или фиолетовым оттенком в отгибе, снаружи коротко железистоволосистый, почти всегда с примесью цветных (красных или фиолетовых), железистых волосков; продольная спинная линия его в средней части почти прямая. к основанию и к отгибу его согнутая. Верхняя губа выемчатая, иногда почти цельная, с очень широкими, закругленными долями; нити тычинок на 1/5–1/4 своей длины от основания могут быть волосистые, выше голые, но под пыльниками часто с редкими, короткими железистыми волосками, реже совершенно голые, прикрепленные к трубке венчика на расстоянии 1—3 мм от ее основания; плн. почти голые; стаб. редко и очень коротко железистоволосистый; рыльце обычно красное.
Цветение в мае–июне.

## Таксономия

### Синонимы
Согласно GBIF в синонимику вида Orobanche alba Steph. ex Willd. Sp. Pl., ed. 4, 3: 450 (1800) входят следующие наименования:
Гомотипные синонимы:
- Orobanche alba Steph.

Гетеротипные синонимы:
- Orobanche alba f. longibracteata Beck
- Orobanche alba var. longibracteata Beck, 1890
- Orobanche cupraea Boiss. & Balansa, 1879
- Orobanche epithymophyta St.-Lag.
- Orobanche helianthemi J.St.-Hil.
- Orobanche lycica F.W.Schultz
- Orobanche serpylli Vaucher ex DesMoul.
- Orobanche thymonepiphya St.-Lag., 1883

При этом существуют другие таксоны с обозначением Orobanche alba, которые являются синонимами других видов:
- Orobanche alba Kitt. = Orobanche reticulata subsp. pallidiflora  (Wimm. & Grab.) Hayek — Заразиха бледноцветковая[2]
- Orobanche alba Rchb. = Orobanche reticulata subsp. pallidiflora  (Wimm. & Grab.) Hayek — Заразиха бледноцветковая
- Orobanche alba Simonk. = Orobanche reticulata subsp. pallidiflora  (Wimm. & Grab.) Hayek — Заразиха бледноцветковая
- Orobanche alba M.Bieb. = Orobanche crenata Forssk. — Заразиха городчатая[3]
- Orobanche alba Wierzb. = Orobanche alsatica subsp. libanotidis (Rupr.) Tzvelev — Заразиха эльзасская

### Дочерние таксоны
Согласно данным EOL, существуют три подвида и одна разновидность, GBIF выделяет ещё одну разновидность:
- Orobanche alba subsp. alba
- Orobanche alba subsp. cuprea (Boiss. & Balansa ex Boiss.) Uhlich, Kreutz & Rätzel
- Orobanche alba subsp. xanthostigma Rätzel & Uhlich — Заразиха белая жёлторыльцевая[5]
- Orobanche alba var. alba[6]
- Orobanche alba var. superba (Solms ex Celak.) Uhlich & Rätzel